# Argobuccinum pustulosum
Argobuccinum pustulosum är en snäckart. Argobuccinum pustulosum ingår i släktet Argobuccinum, och familjen Ranellidae. Utöver nominatformen finns också underarten A. p. tumidum.